# Stettins voetbalkampioenschap 1910/11
In 1910/11 werd het zesde Stettins voetbalkampioenschap gespeeld, dat georganiseerd werd door de Pommerse voetbalbond. Officieel speelde de competitie onder de noemer Verband Berliner Ballspielverein - Ostgruppe Stettin omdat de Pommerse voetbalbond onderdeel geworden was van de Berlijnse voetbalbond. Titania Stettin werd kampioen. De club nam nog niet deel aan verdere regionale eindrondes. 

## Eindstand
| Plaats | Club                                     | Wed. | W | G | V  | Saldo | Ptn   |
| ------ | ---------------------------------------- | ---- | - | - | -- | ----- | ----- |
| 1.     | Stettiner FC Titania                     | 12   | 9 | 1 | 2  | 38:19 | 19:5  |
| 2.     | Stettiner SpVgg 05                       | 12   | 9 | 0 | 3  | 30:19 | 18:6  |
| 3.     | SC Blücher 1904 Stettin                  | 12   | 8 | 1 | 3  | 42:28 | 17:7  |
| 4.     | Stettiner SC Preußen 1901                | 12   | 5 | 2 | 5  | 28:27 | 12:12 |
| 5.     | FA des Athletik SC Marathon 1908 Stettin | 12   | 5 | 0 | 7  | 25:34 | 10:14 |
| 6.     | Sport 08 Stettin                         | 12   | 2 | 0 | 10 | 6:12  | 4:20  |
| 7.     | Sport-Britannia von 1908 Stettin         | 12   | 2 | 0 | 10 | 7:44  | 4:20  |

|  | Kampioen |